# 北ユラン地域

北ユラン地域
Region Nordjylland

北ユラン地域のコムーネ

北ユラン地域（きたユランちいき、Region Nordjylland）は、デンマークの地方行政区画である5つの地域（region）の一つ。2007年1月1日に県の再編に伴い設置された。元のノーユラン県、ヴィボー県の一部、オーフス県の一部を統合・再編した地域である。
地理的にはデンマーク北西部に位置し、ユトランド半島北部、ヴェンシュセルチュー島、モース島、アンホルト島などからなる。

## 行政区分
北ユラン地域には以下の11個の市（Kommune、コムーネ）がある。
| 市（Kommune、コムーネ）                | 行政府所在地             |
| -------------------------------------- | ------------------------ |
| ブラナスリウ市 Brønderslev             | ブラナスリウ             |
| フレゼリクスハウン市 Frederikshavn     | フレゼリクスハウン       |
| ヨーリング市 Hjørring                  | ヨーリング（イェリング） |
| ヤマボクト市 Jammerbugt                | ヤマボクト               |
| レス市 Læsø（レス島）                  | ビューロム               |
| マーイエーヤフィョーア市 Mariagerfjord | ホブロー                 |
| モース市 Morsø（モース島）             | ニュクービン・モース     |
| レービル市 Rebild                      | ステウレング             |
| ティステズ市 Thisted                   | ティステズ               |
| ヴェスティマーランズ市 Vesthimmerlands | アース                   |
| オールボー市 Aalborg                   | オールボー               |